# Хецер
Јагдпанцер 38(т), другачије назван Хецер, је немачки ловац тенкова коришћен у Другом светском рату. База овог тенка је Панцер 38(т), чехословачки предратни тенк. Производња је трајала од априла 1944. па до краја рата. Коришћен је у мешовитим тенковским јединицама и посебним јединицама самохотки за лов на тенкове.

## Развој
У време када су се производила возила типа Јагдпантер и Јагдтигер немачка војна индустрија је добила задатак да произведе ловац тенкова на мањој шасији који ће коштати мање и који се може произвести у великом броју. У Шкодиној фабрици (бивша Чехословачка) произведен је возило на шасији старог Панцер 38 тенка под именом Sd.Kfz. 138/2, познатији међу трупама као Хецер (изазивач).
Возило је користило шасију тенка који се већ неколико година користио у немачкој војсци, имао је одличну комбинацију оклопа, величине и ватрене моћи. Оклоп је био намештен под углом од 60° и био је еквивалентан дебљини челика од 180 mm. Хецер је био низак, лак за скривање и са топом од 75 mm ПаК 39 (овај топ је коришћен као против-тенковски вучни топ) представљао је опасност за непријатељске лаке и средње тенкове. Ова возила су била намењена Panzerjägerabteilungen, односно батаљонима тенковских ловаца који су припајани уз пешадијске јединице (немачка војска је имала посебне јединице опремљене ловцима тенкова које су подржавале тенковске јединице).

## Производња
Хецер је заменио возило Мардер III у производњи која је започета априла 1944. и трајала до самог краја рата. Врхунац у производњи постигнут је током јануара 1945. Године када је укупно произведено 434 возила овог типа. Фабрика Шкода никада није достигла планирану производњу од 500 возила месечно. У последњим ратним месецима, производња је отежана услед савезничких ваздушних напада, недостатка делова и честих прекида у снабдевању електричном енергијом. Упркос томе, у последњој ратној години произведено је више од 2.800 примерака овог ловца на тенкове.
После рата Чешка је у својим погонима произвела још 158 возила (продала их је Швајцарској).

## Модификације

### Флампанцер 38
Дана 27. новембра 1944. године Хитлер је издао хитну директиву да се одређени број оклопних возила опреми бацачима пламена. У складу са директивно извршена је конверзија најмање 10 Панцера III и 20 ловаца на тенкове Панцерјагер 38. Двадесет ловаца на тенкове Панцерјагер 38 набављено је директно из фабрике. На место главног наоружања уграђен је бацач пламена. У возилу се налазио резервоар са 700 литара горива који је омогућавао 60-70 хитаца. Ново возило добило је назив Флампанцер 38.
Две тенковске чете, 352. и 353. које су биле опремљене, свака са по 10 тенкова Флампанцер 38, упућене су 26. децембра 1944. године у рејон Цвајбрикена и ушле су у састав немачке Групе армија Г. Њихов задатак је био да учествују у почетној фази Операције Нордвинд. Током ове операције, приликом напада на Хатен, 353. чета претрпела је тешке губитке. Погинули су сви официри и уништено је 7 тенкова Флампанцер 38. Тешки губици проузроковани су чињеницом да су обе чете напале град без пратеће пешадије и тенкова. Остаци 353. чете интегрисани су у 352. чету која је током уличних борби у граду Ритерсхофену изгубила два тенка услед противничких дејстава, док је један нагазио на противтенковску мину.
На дан 15. марта 1945. године, 352. чета је у свом саставу имала 11 тенкова Флампанцер 38, од којих је 8 било у исправном стању.
Такође 30 возила је уместо стандардног топа добио хаубицу сИГ33/2 калибра 150 mm, направљен је и инжењеријски тенк за извлачење оштећених возила Бергепанцер 38(т) Хецер, укупно 106 комада. Постојали су планови и да се монтира против-авионска купола са топовима, јуришна верзија возила са топом 105 mm али је крај рата осујетио све планове.

## Борбена употреба
Хецер се показао одлично на бојишту. Захваљујући јаком наоружању био је у могућности да уништи скоро сваки савезнички тенк. Због мале силуете и добро постављеног оклопа било га је тешко уништити и могао је да се веома брзо извуче из борбе ако је то било потребно. Насупрот великим ловцима тенкова као Јагдпантер и Јагдтигер увек је било резервних делова за Хецер (основа возила се производила још пре почетка рата) а имао је и мање кварова. Хецер представља одличну идеју и остварење немачких инжењера да се у кратком року произведе мали, јефтин и квалитетан ловац тенкова на провереној шасији.
Мане возила су биле мала видљивост, мали угао који је тенк могао да покрије (за нпр. непријатеља који је тенк мимоишао са бока било је потребно окренути читаво возило) као и мало простора у унутрашњости.
Возило је такође имало митраљез МГ-34 којим се могло управљати из унутрашњости тенка. Мана је била та да када би се муниција истрошила посада је морала да изађе да би митраљез поново напунила.